# Puccinellia thomsonii
Puccinellia thomsonii är en gräsart som först beskrevs av Otto Stapf, och fick sitt nu gällande namn av Ralph Randles Stewart. Puccinellia thomsonii ingår i släktet saltgrässläktet, och familjen gräs. Inga underarter finns listade i Catalogue of Life.